# Puʻukaʻōkū Falls
Die Puʻukaʻōkū Falls sind ein Wasserfall auf der Hawaii-Insel Molokaʻi. Er ist mit einer Höhe von 840 m der zweithöchste Wasserfall in den Vereinigten Staaten.

## Lage
Er befindet sich an den bis zu 1100 m hohen Klippen der Nordküste der Insel 500 m östlich des 900 m hohen ʻOloʻupena Falls. Er beginnt in einer Höhe von rund 850 m. Beide Fälle liegen in einem unwegsamen, mit dichter Vegetation bedeckten Gebiet. Es gibt weder eine Straße noch einen markierten Wanderweg. Der beste Zugang führt über das Meer.

## Beschreibung
Die Puʻukaʻōkū Falls sind ein intermittenter Wasserfall, der nur nach Niederschlägen Wasser führt. Der Ursprung des Falls liegt in einer Gegend, die jährlich 203–355 cm Regen erhält. Starker Niederschlag verursacht einen fast sofortigen Wasserabfluss über den Fall. Wenige Stunden nach dem Ende des Niederschlags beginnt der Wasserfall abzunehmen. Das Wasser stürzt nicht in einem freien Fall, sondern gleitet die fast vertikale Basaltklippe herab. Es erreicht jedoch nicht das Meer, sondern wird von den starken Winden wieder nach oben gedrückt.